# Pogoń Szczecin (balonmano masculino)
El Pogoń Szczecin es un equipo de balonmano polaco de la localidad de Szczecin que juega en la PGNiG Superliga, la primera categoría del balonmano polaco. Cuenta con una sección de balonmano femenino.

## Plantilla 2022-23
|  | Porteros - 22 Grzegorz Jagodziński - 27 Luka Arsenić - 28 Maksym Viunik Extremos izquierdos - 23 Dawid Krysiak - 24 Grzegorz Nowak Extremos derechos - 5 Patryk Krok - 26 Krzysztof Mitruczuk Pívots - 7 Eliasz Kapela | Laterales izquierdos - 6 Filip Wrzesiński - 11 Paweł Krupa - 14 Hubert Wiśniewski Centrales - 9 Vladyslav Zalevskyi - 15 Matija Starčević Laterales derechos - 17 Bogdan Cherkashchenko - 99 Jakub Polok |